# Sheffield (Alabama)
Sheffield é uma cidade localizada no estado americano de Alabama, no Condado de Colbert.

## Demografia
Segundo o censo americano de 2000, a sua população era de 9652 habitantes.
Em 2006, foi estimada uma população de 9232, um decréscimo de 420 (-4.4%).

## Geografia
De acordo com o United States Census Bureau, a localidade tem uma área de 17,1 km², dos quais 17,0 km² cobertos por terra e 0,1 km² cobertos por água.

## Localidades na vizinhança
O diagrama seguinte representa as localidades num raio de 16 km ao redor de Sheffield.